# Adolfo Sachsida
Adolfo Sachsida (Londrina, 4 de outubro de 1972) é um advogado e economista brasileiro. Compôs a equipe de economia de Jair Bolsonaro até 11 de maio de 2022, quando foi nomeado ministro de Minas e Energia, permanecendo no cargo até 31 de dezembro de 2022.

## Vida pessoal e formação acadêmica
Nascido em Londrina, no norte do Paraná, se formou em Ciências econômicas pela Universidade Estadual de Londrina (UEL), em 1994, e, em 2015, formou-se em Direito pelo Centro Universitário de Brasília (CEUB). Possui mestrado e doutorado em Economia pela Universidade de Brasília (UnB) e pós-doutorado pela Universidade do Alabama, nos Estados Unidos.

## Carreira profissional e política
Em 1997, ingressou como técnico de Planejamento e Pesquisa da Carreira Pública no Instituto de Pesquisa Econômica Aplicada (Ipea). Foi professor universitário em diversas instituições brasileiras, como no Instituto Brasileiro de Ensino, Desenvolvimento e Pesquisa, e na Universidade Católica de Brasília onde também foi diretor da graduação e do mestrado em economia.
Nas eleições de 2014, foi candidato a deputado distrital no Distrito Federal pelo Democratas, não sendo eleito. Entre 2014 e 2015 integrou o Movimento Brasil Livre (MBL). Foi também adepto as doutrinas de Olavo de Carvalho.
É autor de vários livros sobre políticas econômicas, monetária e fiscal, avaliação de políticas públicas, e tributação. Entre as publicações estão: Fatores determinantes da riqueza de uma nação (2008); A crise de 2007-09: uma explicação liberal (2009); e Considerações econômicas, sociais e morais sobre a tributação (2015).
Entre janeiro de 2019 e fevereiro de 2022, foi secretário de Política Econômica do Ministério da Economia do Brasil, sendo substituído por Pedro Calhman de Miranda. Em fevereiro de 2022, foi nomeado chefe da Assessoria Especial de Assuntos Estratégicos do Ministério da Economia, em substituição a Daniella Marques.
Em 11 de maio de 2022, foi nomeado ministro de Minas e Energia, em substituição a Bento Albuquerque. Em seu lugar, na Assessoria Especial de Assuntos Estratégicos, assumiu Rogério Boueri.